# Довічно
«Довічно» — кінофільм режисера Райана Комбса, що вийшов на екрани в 2010 році.

## Зміст
Майлз Каїн Скіннер здійснив за своє життя багато злодійств. Він зійшов на вершину кримінального світу і користується повагою кожного кримінальника, як у в'язниці, де відбуває покарання, так і за її межами. Коли герой дізнається про те, що він хворий на рак, то вирішує здійснити єдиний добрий вчинок за багато років — помирити своїх двох нащадків. Та без допомоги тюремного керівництва йому не обійтися.

## Ролі
| Актор            | Роль |
| ---------------- | ---- |
| Вінг Реймз       | -    |
| Ніпсі Хасслі     | -    |
| Гіллі Та Кід     | -    |
| Роберт Патрік    | -    |
| Роберт ЛаСардо   | -    |
| Ерік Нейтан      | -    |
| Steve Alaiasa    | -    |
| Lefrancis Arnold | -    |
| Кертіс Обрі      | -    |
| Jonathan Belvin  | -    |

## Знімальна група
- Режисер — Райан Комбс
- Сценарист — Кевін Каррауей, Райан Комбс, Лоуренс Сара
- Продюсер — Енн Клементс, Robert Gurion, Івен Луї
- Композитор — Коуді Вестхаймер